# Arcadia (Nebraska)
Arcadia – wieś w Stanach Zjednoczonych, w stanie Nebraska, w hrabstwie Valley.